# Santa Cruz de Monte Castelo
Santa Cruz de Monte Castelo est une municipalité brésilienne de la microrégion de Paranavaí dans l'État du Paraná.